# Wazamar
Wazamar – król chorezmijski, żyjący pod koniec III wieku, z dynastii Swijaszydów. Jego następcą w 305 roku został Afrig, który został założycielem dynastii Afrygidów.
Postać Wazamara pojawia się w pierwszym tomie powieści Teodora Parnickiego Twarz księżyca.